# Atentado de Suruç

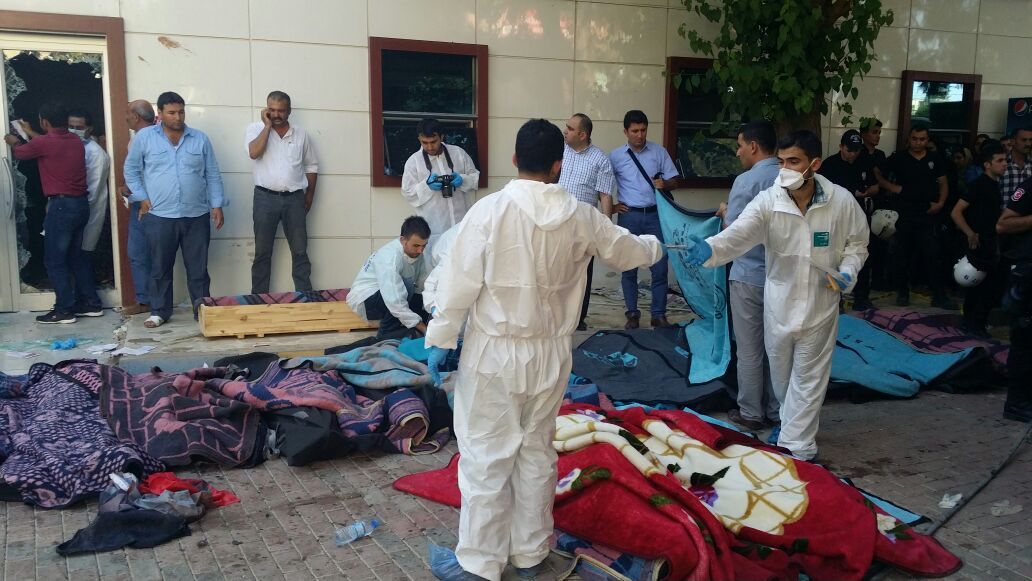
Corpos das vítimas do ataque terrorista

Atentado de Suruç foi um ataque terrorista que aconteceu na parte externa do Centro Cultural Amara, no distrito rural de Suruç, localizado na província de Şanlıurfa, na Turquia, em 20 de julho de 2015. Ao todo, 33 pessoas foram mortas e outras 104 ficaram feridas.
O atentado tinha como alvo membros da Federação de Associações da Juventude Socialista (SGDF), braço do Partido Socialista do Oprimido (ESP), que iam dar uma declaração à imprensa sobre a reconstrução da cidade síria de Kobanî quando o ataque ocorreu. Kobani, que está a aproximadamente 10 quilômetros do Suruç, estava sob o cerco das forças do grupo Estado Islâmico do Iraque e do Levante (EIIL). Mais de 300 membros da SGDF tinham vindo de Istambul para Suruç para participar dos trabalhos de reconstrução em Kobani e estavam hospedados no Centro Cultural de Amara, enquanto se preparavam para cruzar a fronteira. A explosão, que foi registrada em vídeo, foi identificada como sendo causada por uma bomba de fragmentação detonada, no que a princípio acreditou-se ser um ataque suicida.
Evidências preliminares já apontavam para o envolvimento do EIIL, o que foi confirmado um dia depois do ataque, quando a organização terrorista assumiu a responsabilidade pelo atentado. O Estado Islâmico tinha tomado a decisão de prosseguir com operações mais ativas no território turco poucos dias antes do ataque. Şeyh Alagöz Abdurrahman, um estudante de 20 anos de idade de Adıyaman, com possíveis ligações com o EIIL, foi identificado como o autor do massacre. Com exceção de um confronto não planejado entre militantes do EIIL e soldados turcos em março 2014, este foi o primeiro ataque planejado em solo turco feito pelo Estado Islâmico. O bombardeio resultou na entrada da Turquia na Guerra contra o Estado Islâmico, sendo que as operações de combate ao terrorismo em larga escala contra alvos do EIIL e de outras organizações terroristas começou em 24 de julho.
O ataque foi fortemente condenado pela comunidade internacional, além de ter feito com que o Partido da Justiça e Desenvolvimento (AKP), que governa o país, prometesse fechar a fronteira turco-síria. A oposição criticou o governo por não ter protegido a fronteira antes.